# Heinrich I. von Wolfratshausen
Heinrich I. von Wolfratshausen († 10. Mai 1155) war 21. Bischof von Regensburg und Fürstbischof im Hochstift Regensburg von 1132 bis 1155.

## Leben und Wirken
Heinrich I. von Wolfratshausen gehörte der Familie der Grafen von Wolfratshausen, einer Seitenlinie von Dießen-Andechs benannt nach Wolfratshausen an. 
Mit dem Welfen Heinrich dem Stolzen entwickelte sich eine eskalierende Fehde um die Regensburger Domvogtei. In einem Vergleich trat Heinrich I. die Grafschaft des Hochstifts rechts des Inns ab, konnte sich aber in Regensburg behaupten. Heinrich I. unterstützte den Staufer Konrad III. Er nahm 1147 am Zweiten Kreuzzug teil, von dem er vorzeitig wieder zurückkehrte. Für die vorzeitige Rückkehr ist eine Verteidigung Konrads gegenüber Papst Eugen III. gegen den Vorwurf der Untreue bekannt. 1150 unternahm Heinrich I. eine Pilgerfahrt nach Jerusalem. Er ließ sich als letzter Bischof im Kloster Sankt Emmeram bestatten.